# Stijve naaldvaren
Stijve naaldvaren (Polystichum aculeatum) is een varen uit de niervarenfamilie (Dryopteridaceae). De plant is in Nederland zeldzaam in het wild en staat op de Nederlandse Rode lijst van planten als zeer zeldzaam en stabiel of iets in aantal toegenomen. De plant wordt ook in de siertuin gebruikt. In Zuid-Limburg wordt de soort soms aangetroffen in bossen of op muren. De groeivorm doet denken aan een mannetjesvaren (Dryopteris filis-mas), maar er zijn diverse verschillen.

## Bladen
De bladen zijn ongeveer tot 1 m lang. De bladsteel is bedekt met bruine schubben. Er kunnen wel meer dan vijftig deelblaadjes van de eerste orde aan een enkel blad zitten, die elk aan beide kanten verdeeld zijn in slipjes (blaadjes van de tweede orde). Deze slipjes zijn getand en lopen uit in naaldjes.

## Sporenhoopjes
Net als bij de mannetjesvaren zitten de sporenhoopjes (sori), die bestaan uit sporangiën, in twee rijen. Het dekvlies (indusium) is rond tot schildvormig. In juli of augustus zijn de sporen rijp.

Stijve naaldvaren
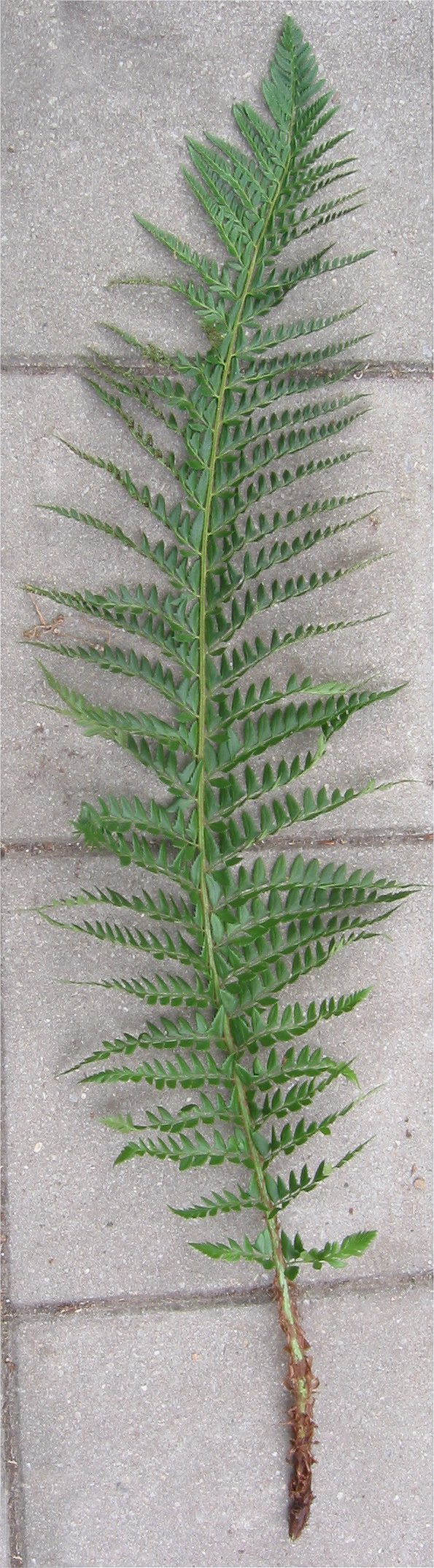
blad
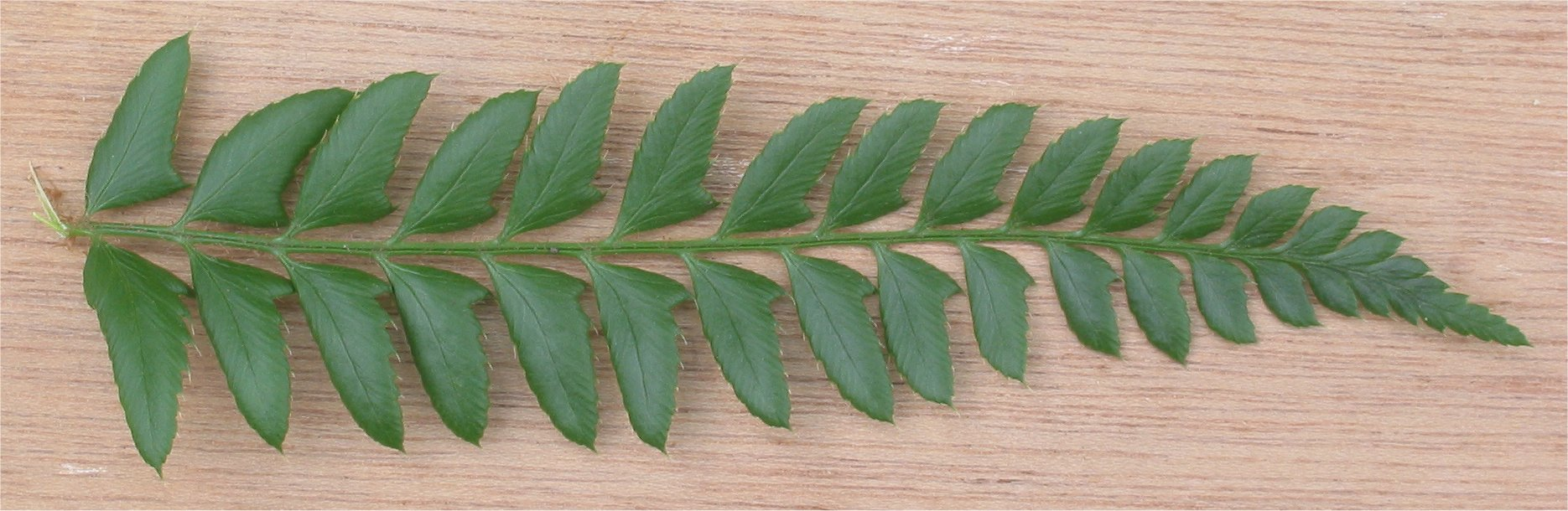
Blaadje van de eerste orde
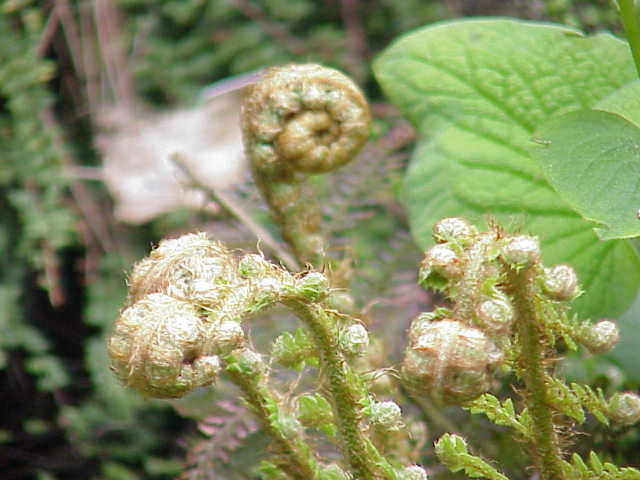
Top van jong blad
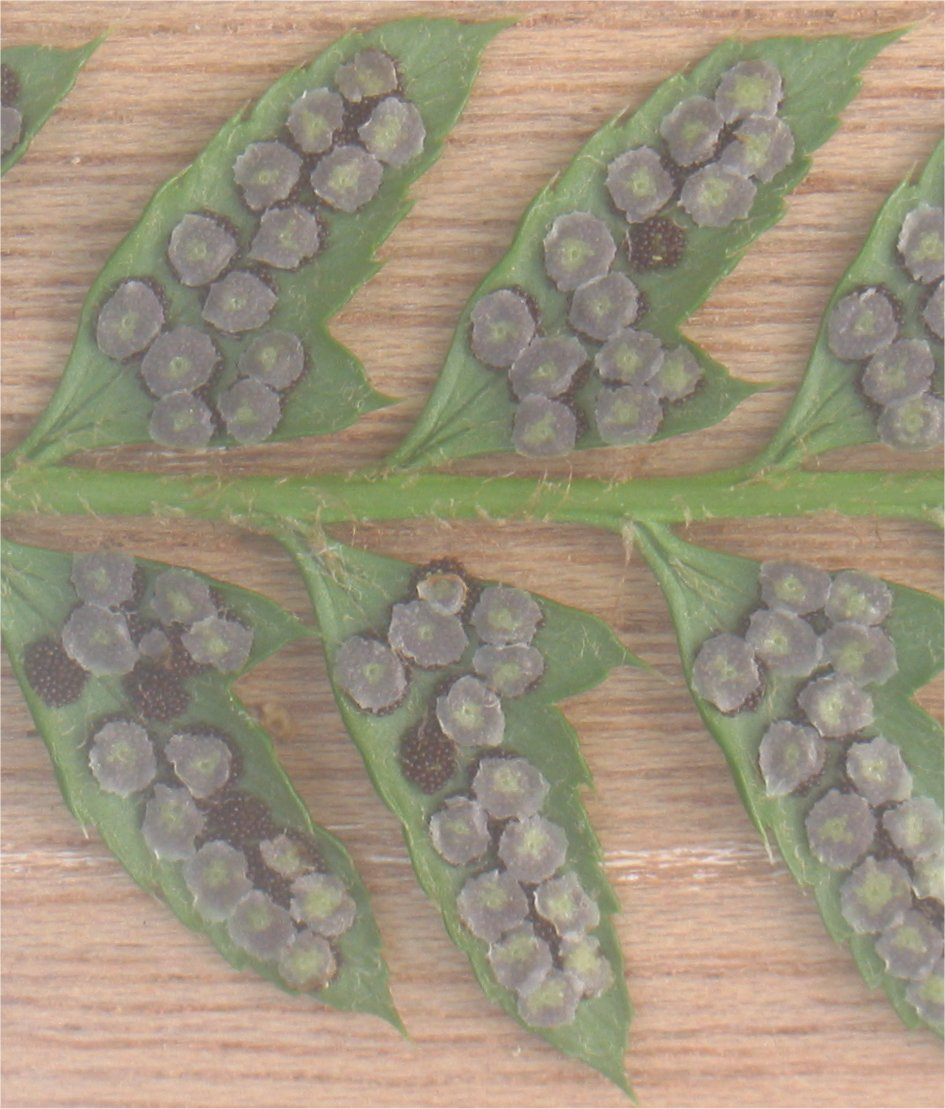
Sporenhoopjes met indusia